# Gaius Oppius Sabinus
Gaius Oppius Sabinus war ein römischer Politiker und Senator im 1. Jahrhundert n. Chr. 
Die plebejische Familie des Oppius stammte aus Rom. Er war wahrscheinlich der Sohn oder Neffe des Spurius Oppius, Suffektkonsul im Jahr 43. Im Jahr 84 wurde er zusammen mit Kaiser Domitian ordentlicher Konsul. Danach, im Jahr 85, wurde Oppius Statthalter der Provinz Mösien. Völlig überraschend griffen im Winter 85/86 starke dakische Verbände die Provinz an. Oppius, der sich mit seinen Soldaten den plündernden Horden stellte, fiel im Kampf.